# Monumento a Ramón Castilla (Lima)
El monumento escultórico a Ramón Castilla se encuentra en la plaza denominada con el mismo nombre, espacio urbano declarado como Ambiente Urbano Monumental por el Ministerio de Cultura, mediante la Resolución Suprema N°2900 del 28 de diciembre de 1972. Además, ha sido declarado como bien mueble integrante del Patrimonio Cultural de la Nación por el Ministerio de Cultura mediante la Resolución Viceministerial N°053-2018-VMPCIC-MC el 24 de abril de 2018.
Obra del escultor José Peña y Peña, el monumento fue inaugurado el 30 de mayo de 1969. 

## Descripción
La escultura ecuestre, elaborada en honor al mariscal Ramón Castilla y su legado a nuestra Nación, es un bien cultural inmueble hecho a base de granito y bronce, con una altura de 16 metros aproximadamente.
El monumento está conformado por una base, un pedestal prismático y la escultura ecuestre de Castilla. Sobre las cinco plataformas de la base se eleva el pedestal del monumento en sí, compuesto por un volumen prismático central y cuatro volúmenes de menos dimensión en cada lado. Son parte de la composición, cuatro conjuntos escultóricos que representan escenas de las obras públicas del expresidente, como “Desarrollo de la educación”, la “Reforma constitucional y de justicia”, la “Abolición de la esclavitud” y “La patria aleccionando la juventud”, en las orientaciones cardinales Norte, Sur, Este y Oeste.
En la parte superior del pedestal, se encuentra la escultura en bulto redondo realizada en bronce que representa a Ramón Castilla como un jinete en postura erguida sobre un equino al cual dirige por medio de riendas que sujeta con la mano izquierda, mientras que en la mano derecha lleva un bastón de mando. Viste un traje militar, lleva puesta la banda presidencial y su actitud es serena y solemne.

## Historia

### Concepción y fabricación de la escultura
El origen de la idea para la realización de este monumento fue durante el primer mandato del presidente José Pardo y Barreda, pero el proyecto se concluirá recién en el mandato de Juan Velasco Alvarado.
La tarea de diseñarlo y realizarlo fue encomendada al artista iqueño José Luis Peña y Peña, quien la culminó a finales de enero de 1952. Luego de ello, también se le encomendó representar los valores y el legado de Castilla, para complementar a la escultura principal.
La inauguración se llevó a cabo el 30 de mayo de 1969 en la plaza que llevaría su mismo nombre. Esto sucedió 13 días después de haber partido desde el taller del artista y haber viajado por las principales avenidas de la capital, en una operación que reunió el trabajo de diversos profesionales, desde su partida hasta el anclaje final de la escultura.
Un detalle brindado por el escultor Peña y Peña fue que el monumento a Castilla “es el primero totalmente nacional, pues ha sido modelado y fundido por peruanos y en el Perú”, según publicó El Comercio.

## Autor: José Peña y Peña
Nació en Pisco (Ica) el 18 de septiembre de 1910, estudió en la Escuela de Artes y Oficios de Lima, en la Especialidad de Escultura, fue discípulo del escultor Artemio Ocaña, después de 5 años de estudios egresa de dicha institución, para viajar a Europa (París, Roma) becado por el gobierno peruano en la época del Gral. Oscar. R Benavides.
En Europa conoce al famoso escultor León de Leoni. Con los conocimientos artísticos adquiridos en su periplo en ciudades europeas regresa al Perú, e inicia el proyecto escultórico en homenaje a José de San Martín, escultura ecuestre que fuera colocada en la Plaza de Armas de la ciudad de Pisco-Ica el 21 de octubre de 1954.
Otras de sus obras más destacadas son las esculturas de: Renán Elías Olivera, Luis Jerónimo de Cabrera, la bruja de Cachiche, entre otras. Falleció en el año 2003.

## Ubicación
El monumento escultórico a Ramón Castilla se encuentra ubicado en el distrito de Cercado de Lima. Forma parte de la plaza que originalmente llevó su mismo nombre, siendo popularmente más conocida como plaza Unión. Fue inaugurado en el año 1967, y conecta tres de las avenidas más transitadas de la capital: avenidas Alfonso Ugarte, Argentina y Emancipación.